# 불순물
불순물(不純物, impurity)은 한정된 양의 액체, 기체 또는 고체 안에 있는 화학 물질로, 물질이나 화합물의 화학 조성과는 구별된다. 첫째로 순수 화학 물질은 열역학적으로 적어도 하나의 화학적 단계로 나타나며 1성분 단계 다이어그램으로 그 특징을 나타낼 수도 있다. 둘째로 현실적으로 순수 화학물질은 동질적임이 입증되어야 한다.(예: 다양한 연속된 분석화학과정을 거친 뒤 속성의 변화를 보이지 않음) 완전한 순수 화학물질은 추가 분리와 정제의 모든 시도와 테스트를 통과하게 된다. 셋째로, 그리고 여기서 공통적인 화학적 정의에 초점을 두는데, 어떠한 기타 종류의 화학종이 조금도 포함되어서는 안 된다. 현실적으로 100% 절대적으로 순수한 화학 물질은 존재하지 않으며 일정 부분의 오염 물질이 무조건 존재한다.

## 같이 보기
- 오염
- 불순물반도체
- 불순물준위